# David Wheeler

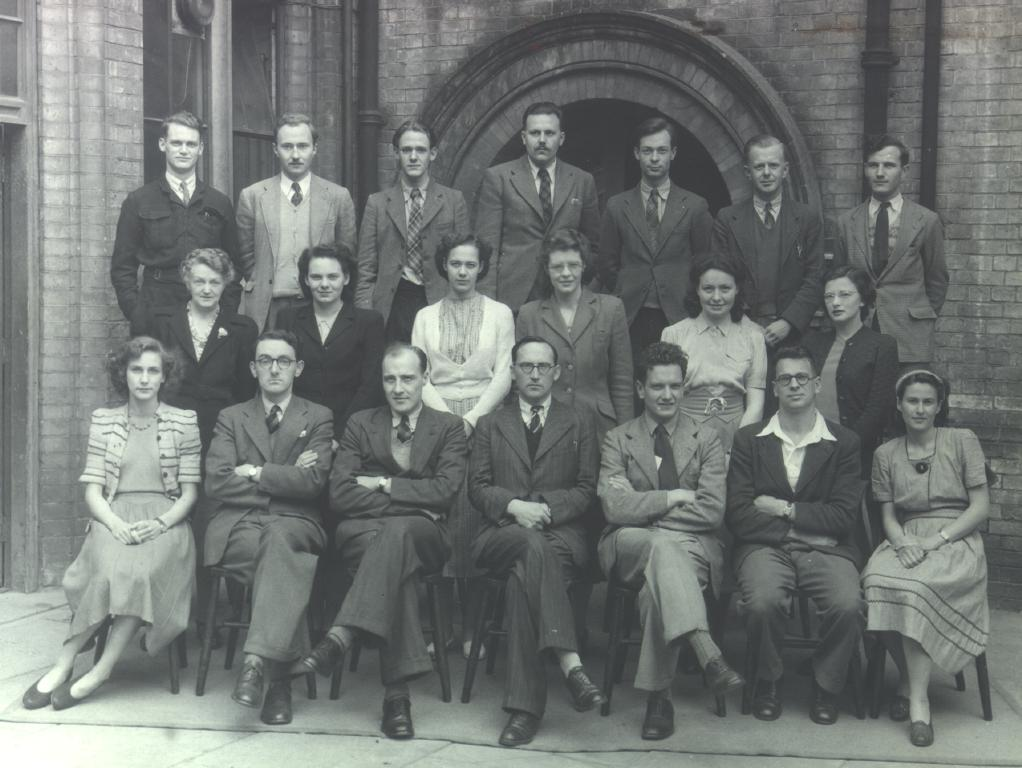
David Wheeler (untere Reihe, zweiter von rechts) und die weiteren Mitglieder des University of Cambridge Computer Laboratory 1949

David John Wheeler (* 9. Februar 1927 in Birmingham, England; † 13. Dezember 2004) war ein britischer Computerpionier.

## Leben
Er gilt zusammen mit Maurice Wilkes und Stanley Gill als Entwickler der ersten Subroutine (damals auch Wheeler-jump genannt). Bekannt wurde er mit Arbeiten auf dem Gebiet der Datenkompression und der Kryptographie. So entwickelte er zusammen mit Michael Burrows die Burrows-Wheeler-Transformation, einen Algorithmus der unter anderem im Kompressionsalgorithmus bzip2 Verwendung findet. Mit Roger Needham entwickelte er den Tiny Encryption Algorithm, einen weit verbreiteten Blockchiffre. Er war unter anderem der Doktorvater von Bjarne Stroustrup, dem Entwickler von C++.
Wheeler erhielt 1945 ein Stipendium am Trinity College in Cambridge und studierte Mathematik und erhielt 1948 seinen Hochschulabschluss, 1951 promovierte er (Automatic computing with the EDSAC). Wheeler arbeitete am ersten speichergesteuerten Computer EDSAC 1. Für seine Entwicklung des Assemblers (als Hardware-Einheit) für den EDSAC 1949 erhielt er den Fellow-Status des Trinity College.
Als Post-Doktorand war er an der University of Illinois, wo er am Entwurf von ORDVAC und ILLIAC-1 mitarbeitete.
Vor seinem Ruhestand war Wheeler Professor für Informatik an der University of Cambridge. Außerdem war er Gastprofessor an den Universitäten von Illinois, Sydney und in Kalifornien und Berater zum Beispiel der Bell Laboratories und des Western Research Laboratory von DEC.
Er starb im Alter von 77 Jahren an Herzversagen.
Sein bekanntestes Zitat ist “Any problem in computer science can be solved with another layer of indirection. But that usually will create another problem.” (deutsch: „Jedes Computerproblem kann auf einer höheren Abstraktionsebene gelöst werden. Aber das wird normalerweise ein neues Problem aufwerfen.“)  allerdings wird meistens nur der erste Satz zitiert und das Zitat so verfälscht.

## Auszeichnungen
- 1970: Fellow der British Computing Society
- 1983: Fellow der Royal Society
- 1985: Pionier-Medaille der IEEE